# Rolf Billberg
Rolf Billberg (22. august 1930 – 17. august 1966) var en svensk jazzmusiker.
Billberg blev født i Lund, som 17-årig blev han militærmusiker med klarinetten som hovedinstrument. Efter fire år skiftede han til tenorsaxofon.

## Ekstern henvisning
- Hjemmeside Arkiveret 28. september 2007 hos  Wayback Machine